# Pollution de l'eau

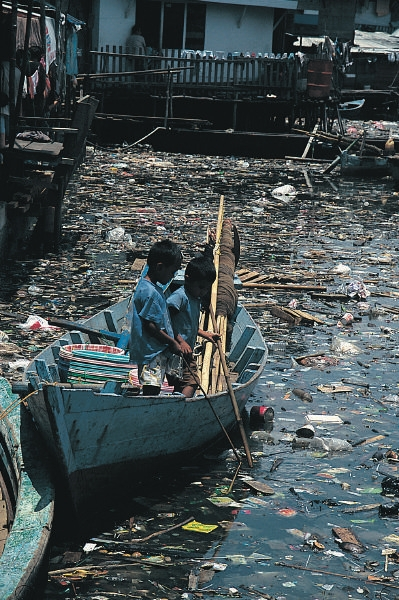
Les détritus de type déchets ménagers sont souvent indicateurs de pollutions (métaux lourds, micro-organismes) posant des problèmes de santé publique, notamment dans les régions où les eaux de surface sont utilisées pour la boisson, la lessive, la vaisselle, se laver, faire la cuisine).

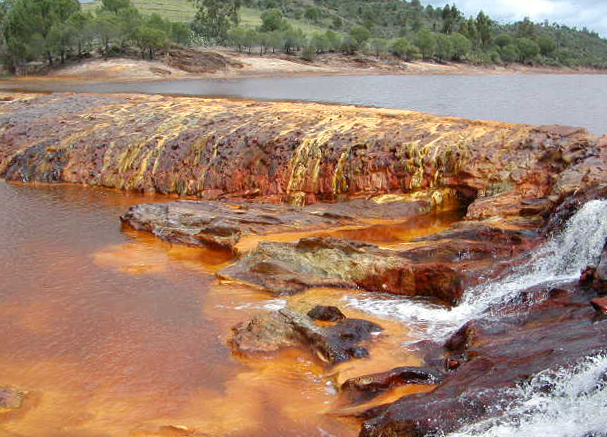
Les pollutions les plus spectaculaires (par des sels de fer ici) ne sont pas toujours les plus toxiques, mais de fortes concentrations d'un produit non réputé toxique (fer, sel par exemple) peuvent faire disparaître la plupart des formes de vie.

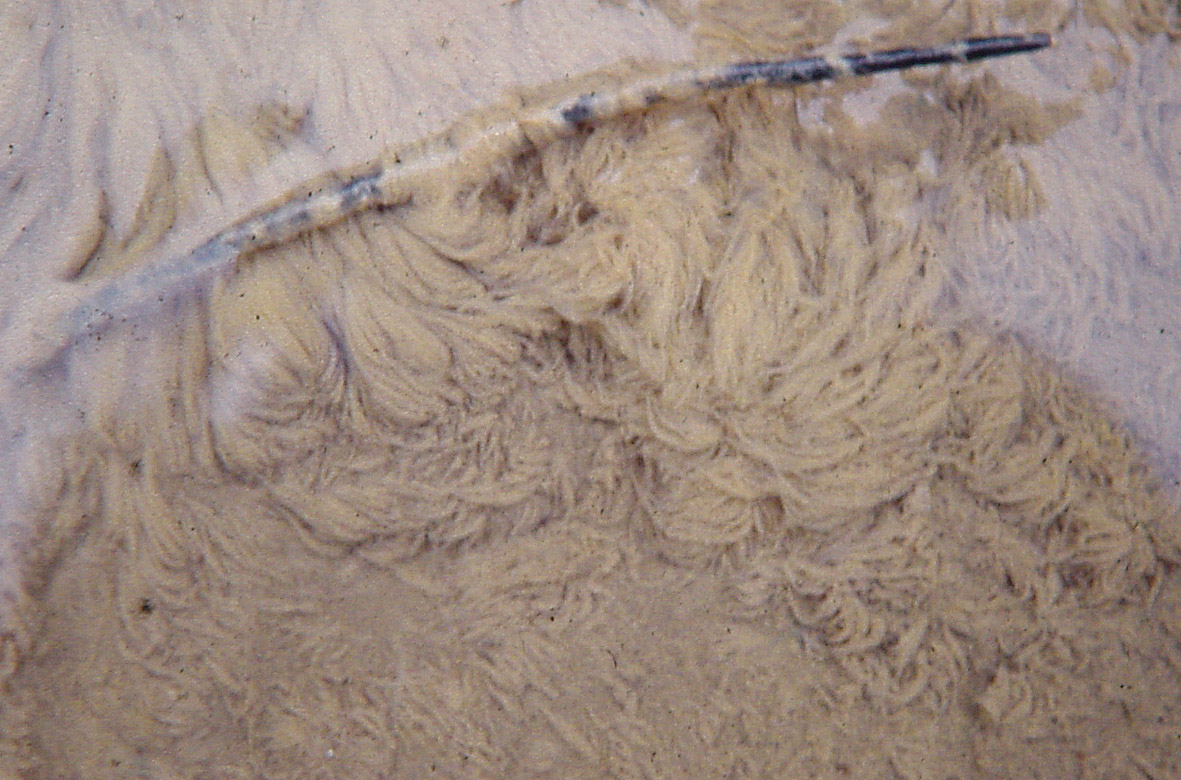
Exemple d'espèces indicatrices de très forte pollution organique de l'eau. Il s'agit de bactéries filamenteuses. En aval d'abattoirs ou de papeteries ne disposant pas d'un dispositif suffisant d’épuration des eaux, et en climat tempéré, elles comptent parmi les espèces les plus résistantes à la pollution organique (avec une petite sangsue brune, des larves de chironome et les tubifex).

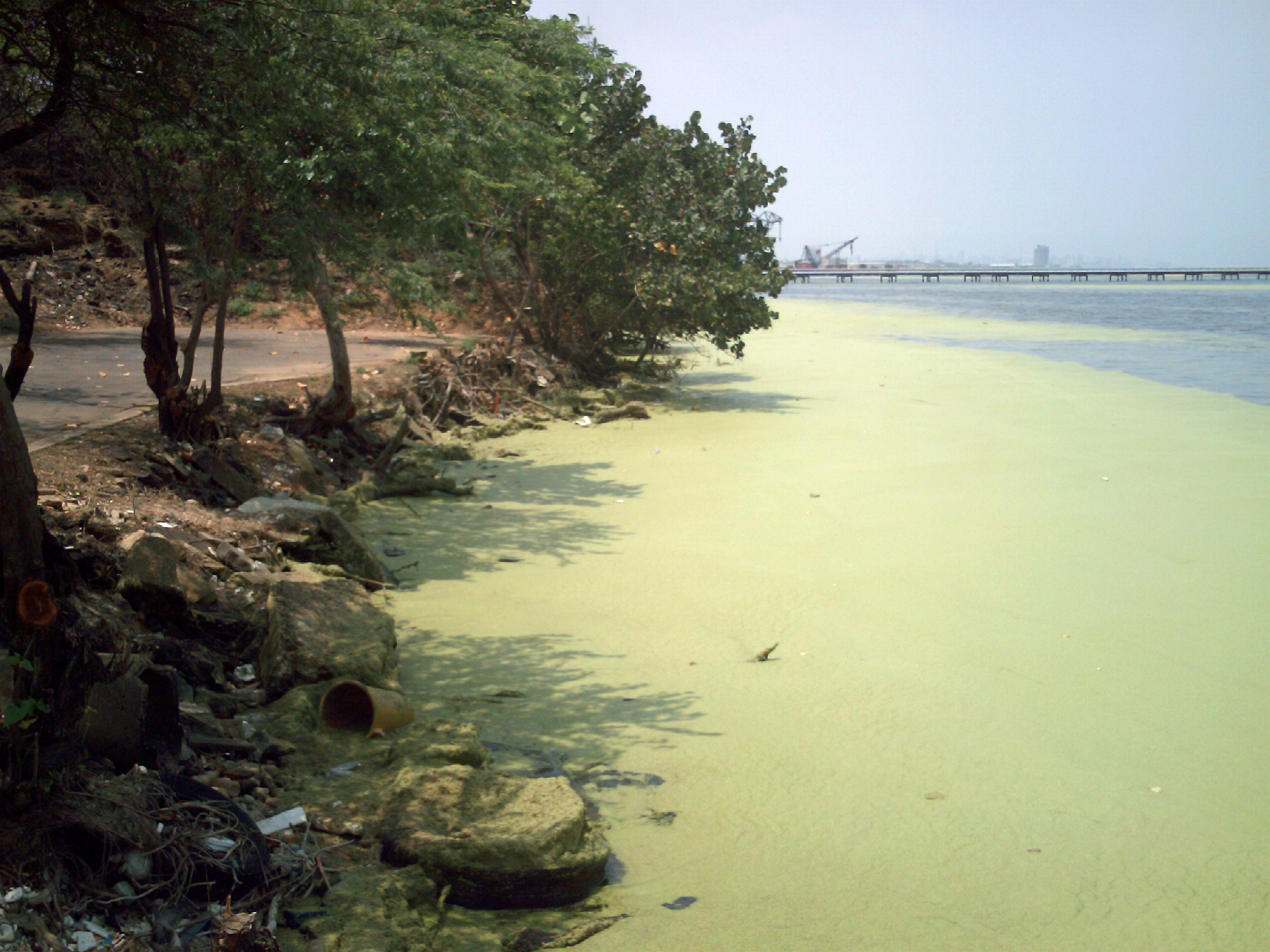
Les berges « sous le vent » recueillent les embruns pollués apportés par le vent, les cadavres d'animaux, les polluants solubilisés dans les corps gras du biofilm, ou absorbés par les déchets flottants ou par les végétaux (tels ici les lentilles d'eau).

Les pollutions de l'eau peuvent se présenter sous différentes formes, notamment chimique, mais aussi bactériologique ou thermique ; les eaux ou masses d'eau concernées peuvent être douces, saumâtres ou salées, souterraines ou de surface. Il peut même s'agir de la pluie ou des rosées, de neige ou de glaces polaires.
La pollution de l'eau peut aussi concerner des interfaces, comme les estuaires, les zones humides et en particulier leurs sédiments qui peuvent absorber puis relâcher certains polluants. Les sédiments peuvent être fortement pollués et conserver les traces de pollutions anciennes (on y trouve parfois aussi de nombreux plombs de chasse et de pêche là où ces activités sont pratiquées).
La lutte contre cette pollution est d'autant plus difficile que ce qui est au fond de l'eau, ou dilué dans l'eau, est souvent invisible ; que de nombreux polluants agissent en synergies complexes ; et que certains éléments toxiques (par exemple comme le plomb) infiltrés dans le sol, ne produisent souvent leur effet qu'après un long délai. Ainsi un déversement accidentel de 4 000 L de tétrachlorométhane, survenu près d'Erstein en 1970 et passé presque inaperçu à l'époque, entraîna vingt ans plus tard une contamination de la nappe phréatique et d'un puits creusé sept kilomètres en aval. Les nitrates peuvent n'atteindre certaines nappes qu'après plusieurs décennies.
Dans l'Union européenne, la directive 2000/60/CE du 23 octobre 2000 est le cadre pour le domaine de l’eau. Elle rappelle et renforce les orientations communautaires relatives au bon état des écosystèmes aquatiques. Son article 16 vise à renforcer la protection de l'environnement aquatique par des mesures spécifiques conçues pour réduire progressivement les rejets, émissions et pertes de substances prioritaires, et l'arrêt ou la suppression à terme des rejets, émissions et pertes de substances dangereuses prioritaires dans l'eau. Les États doivent décliner cette directive dans leur droit national.

## Histoire
La pollution de l'eau est sans doute aussi ancienne que la sédentarisation de l'humanité et sa première industrie (drainage acide localement millénaires, contamination des mares, puits, étangs par les excréments animaux ou humains…). Des analyses de génétique moléculaire et géochimique révèlent une grave contamination des réservoirs d'eau potable de l'ancienne ville maya de Tikal, qui ont pu être la cause de l'abandon du site au IXe siècle.
Dans l'article 15 des règlements généraux de police adoptés par le Conseil supérieur de Québec de 1676,

« Il est enjoint à tous bouchers que, lorsqu'ils tueront des bêtes en cette ville, d'en porter à l'instant à la rivière tout le sang et immondices, pour empêcher l'infection que cela pourrait causer, sous peine de dix livres d'amende. »

Le fleuve apparaissait comme un exutoire aux ressources purificatrices inépuisables; la population était peu nombreuse et disséminée tout au long des deux rives du Saint-Laurent ; la véritable menace publique à l'époque résidait dans les risques d'épidémie et d'incendie que faisait naître la présence d'ordures de toutes espèces dans les rues ; dans ces conditions, une exploitation de l'eau aussi peu respectueuse était socialement acceptée.
En France, les archives ont conservé diverses ordonnances et articles de jurisprudence qui imposent de débarrasser les cours d'eau et leurs abords d'éventuelles immondices. Cependant, la jurisprudence n'évoque pas la pollution comme raison, mais une volonté de ne pas créer de bouchons anormaux susceptibles de freiner l'eau et de créer des inondations en période de crue ou de priver certaines villes ou activités (moulins, teintureries, mégisseries…) d'eau en période d'étiage.

### Pollution et révolution industrielle
L'industrialisation des villes ainsi que l'accroissement et la concentration des populations provoquent une pollution inégalée des cours d'eau à partir du XVIIIe siècle. La machine à vapeur est l'initiatrice de cette révolution complète ; elle est l'auxiliaire indispensable des transports par terre et par mer, des arts mécaniques, miniers, métallurgiques et textiles. Les agglomérations humaines ont une influence très marquée sur l'état d'insalubrité des cours d'eau, principalement dans les districts houillers ; l'autre cause de pollution est l'accroissement de la consommation d'eau pour les usages économiques et industriels. La question de la distribution d'eau dans les villes se trouve ainsi liée beaucoup plus intimement qu'autrefois à celle de la protection des sources et des rivières.
Partout où le combustible minéral est abondant et à bas prix, l'eau est recherchée comme agent de dissolution, de lavage, etc. à cause de son état de pureté, par des manufactures qui se sont groupées dans le voisinage des sources ou des ruisseaux, en amont des villes. Là au contraire où le combustible fait défaut, l'eau est recherchée par l'industrie comme moteur. Dans les deux cas, les usines en prenant possession des rivières pour leur approvisionnement, y rejettent leurs résidus et leurs eaux sales sans être arrêtées par la pensée que ces cours d'eau constituent souvent l'unique source d'alimentation de la contrée.
L'histoire de la corruption des rivières est la même dans tous les pays. L'eau est claire et limpide à la source ; une première usine s'établit sur les bords du ruisseau qui en découle, emploie l'eau comme moteur ou comme solvant, une seconde usine la reprend, puis une troisième, etc. Lorsque les fabriques recherchent l'eau parce qu'elle est plus pure — dans ce cas des papeteries, des fabriques de coton, de laine, ou de soie, des teintureries, des imprimeries sur étoffes, des blanchisseries, des fabriques de produits chimiques, des tanneries, etc. — malgré les procédés mis en œuvre pour épurer les liquides résidus de leur fabrication, elles les rejettent indistinctement à la rivière, que ces liquides contiennent ou non de l'acide chlorhydrique, de la soude, de l'arsenic et des matières organiques de toutes sortes.
Après avoir servi aux manufactures, le ruisseau qui devient assez important rencontre une ville qui y décharge à son tour, par ses égouts, les matières fécales, les eaux grises (eaux ménagères), les résidus des établissements publics tels que abattoirs, buanderies, etc. et aussi les détritus des fabrications de tous genres plus particulières aux villes. Ces résidus suivant la prédominance dans la localité de telle ou telle industrie, exercent un effet particulier sur la composition des eaux usées et par conséquent, des eaux de la rivière. Il n'est pas rare que malgré la vigilance des autorités municipales et les règlements de police, la rivière ne devienne un lieu de décharge pour les cendres, les sables, les vieux matériaux, les boues et immondices solides.
Lorsque des barrages ont été construits en vue des besoins de la navigation ou de la force hydraulique, les matières dans l'eau stagnante entrent en fermentation et les émanations gazeuses créent aux riverains une situation insupportable. Indépendamment des centres habités, les fermiers isolés se plaignent de ne pouvoir abreuver leurs bestiaux, le séjour des habitations sur les rives n'est plus possible, les propriétaires ont de la peine à trouver des locataires ou des fermiers, les terrains perdent de leur valeur, etc.
L'Angleterre est le premier pays industrialisé. Dans les districts où fonctionnent les grandes exploitations minières et métallurgiques comme le Durham, le Lancashire, le Yorkshire, le pays de Galles du Sud, etc. des millions de mètres cubes de matières solides sont jetés directement dans les rivières avoisinantes ou déposés sur leurs bords de telle sorte que les hautes eaux les entraînent, détruisent le poisson, détériorent le cours d'eau et les terres en amont sur les deux rives. Si une partie de la rivière est navigable ou pourvue d'un port à l'embouchure comme sur la Tyne à Sunderland, le dragage ou curage devient une condition essentielle d'accès dans le port sinon le commerce serait ruiné. Beaucoup de fabriques de soude jettent leurs marcs de hauts fourneaux, écoulent leurs laitiers directement dans les rivières au point de mettre les eaux en ébullition.

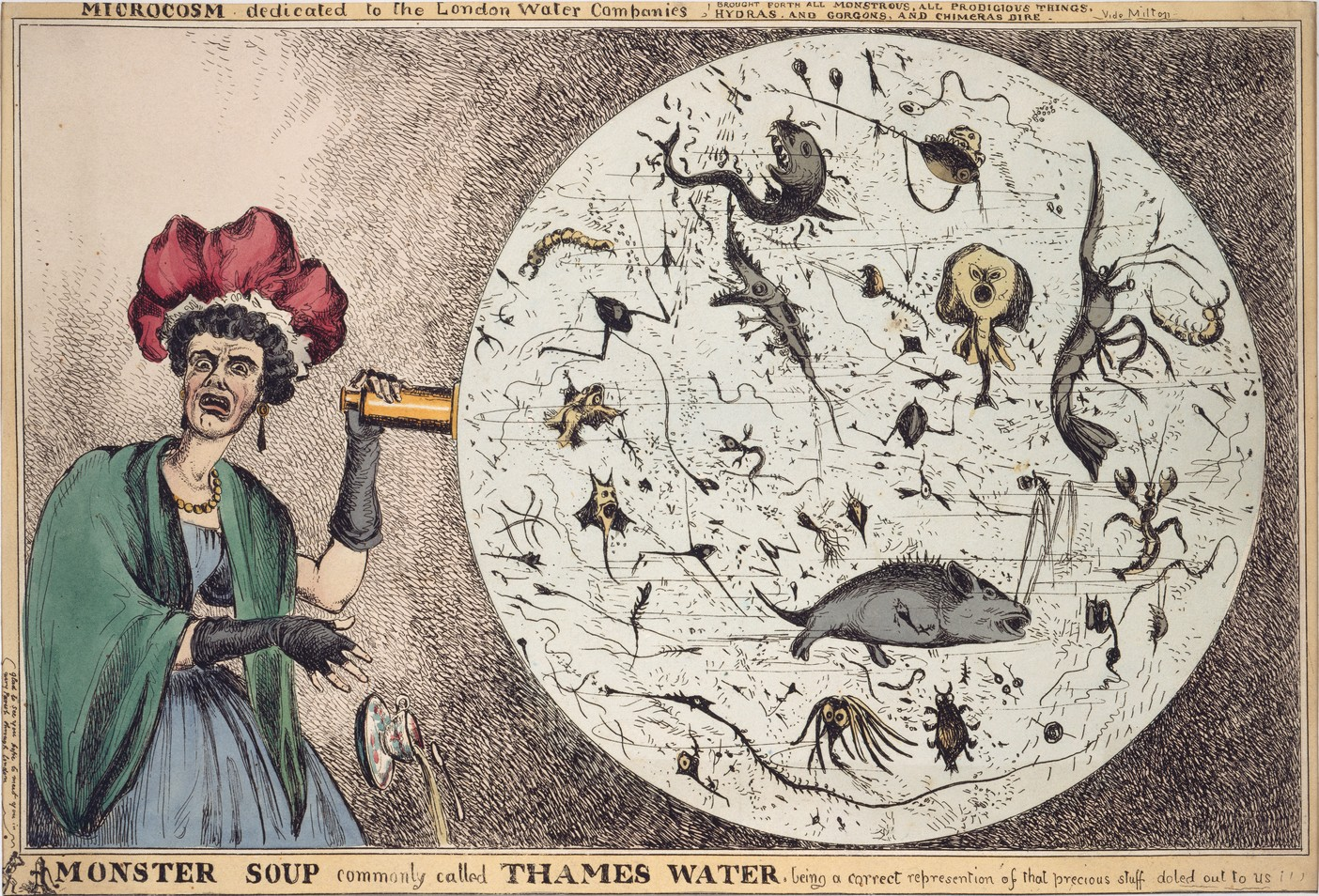
Dessin satirique de 1828 relatif à l'eau de la Tamise intitulé Soupe de monstres communément appelée l'eau de la Tamise (Monster Soup commonly called Thames Water).

La ville de Bradford est citée comme exemple. Entre 1801 et 1870, sa population passe de 6 393 à 143 000 habitants, augmentation liée au développement de l'industrie lainière. La puissance de production mécanique dépasse tellement l'accroissement de la population que les manufactures jouent ici un plus grand rôle que les égouts, dans l'infection de l'Aire à Bradford. Le Bradford Beck qui s'écoule sur six kilomètres depuis la ville jusqu'à la rivière Aire à Shipley est devenu proverbial dans le Yorkshire. On dit « infect comme le Bradford Beck » quand on veut désigner le cloaque le plus fangeux et le plus fétide. En 2013 elles était encore connue comme the filthiest river in England, la rivière la plus sale d'Angleterre à l'heure où un programme de réhabilitation était planifié. Or ce ruisseau reçoit non seulement les eaux usées de la ville et du district populeux qui l'entoure — 27 000 m3 par jour — mais aussi tous les résidus des filatures, laveries et teintureries qui forment son industrie et sa richesse. Au moment où les commissaires d'une enquête en 1865 siégeaient à Bradford, les eaux du Bradford Beck servaient encore à l'alimentation du canal. Le fluide du Beck était de venu si infect pendant l'été que des gaz inflammables (méthane et sulfure d'hydrogène) s'en échappaient en abondance et bien qu'il fût considéré jusqu'alors comme un exploit impossible de mettre la Tamise en feu (Voir à ce sujet « Grande Puanteur »), les commissaires apprirent que plus d'une fois il avait été mis feu au canal de Bradford,.

## Types

### Pollution des eaux de surface
La pollution des eaux de surface comprend la pollution des rivières, des lacs et des océans. Un sous-ensemble de la pollution des eaux de surface est la pollution marine.
80 % de la population mondiale serait concernée par des ressources en eau douce dégradées. Une des principales menaces qui pèsent sur la sécurité hydrique (en) est le rejet par l'agriculture intensive d'importantes quantités de produits agrochimiques, notamment de pesticides qui se retrouvent sous la forme de divers contaminants dans les eaux continentales de surface.

### Pollution marine

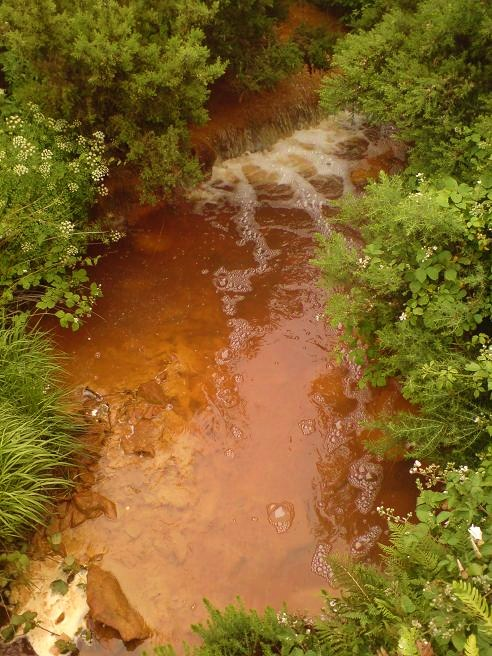
Une rivière polluée drainant une mine de cuivre abandonnée sur Anglesey.

Les fleuves et les rivières constituent une voie d'entrée courante des contaminants dans la mer. Une telle pollution se produit en particulier dans les pays en développement. Les 10 plus grands émetteurs de pollution plastique océanique dans le monde sont, plus ou moins, la Chine, l'Indonésie, les Philippines, le Viêt Nam, le Sri Lanka, la Thaïlande, l'Égypte, la Malaisie, le Nigeria et le Bangladesh, en grande partie par les fleuves et rivières Yangzi Jiang, Indus, fleuve Jaune, Hai He, Nil, Gange, Rivière des Perles, Amour, Niger et Mékong, représentant 90 % de tous les plastiques atteignant les océans du monde,.
Les grands gyres océaniques (vortex) des océans piègent les débris de plastique flottants. Les débris de plastique peuvent absorber les produits chimiques toxiques de la pollution des océans, empoisonnant potentiellement toute créature qui les mange. Beaucoup de ces pièces tenaces se retrouvent dans l'estomac des oiseaux, poissons et des mammifères marins et y entraînent une obstruction des voies digestives, qui entraîne une diminution de l'appétit ou même une inanition.
Il existe une variété d'effets secondaires provenant non pas du polluant d'origine, mais d'une condition dérivée : le ruissellement de surface par exemple contenant du limon, peut empêcher la pénétration de la lumière du soleil à travers la colonne d'eau, entravant la photosynthèse chez les plantes aquatiques.

### Pollution des eaux souterraines
Les interactions entre les eaux souterraines et les eaux de surface sont complexes. Par conséquent, la pollution des eaux souterraines, également appelée contamination des eaux souterraines, n'est pas aussi facilement classée que la pollution des eaux de surface. De par leur nature même, les aquifères souterrains sont susceptibles d'être contaminés par des sources qui peuvent ne pas affecter directement les plans d'eau de surface. La distinction entre source ponctuelle et source non ponctuelle peut ne pas être pertinente dans certaines situations.
L'analyse de la contamination des eaux souterraines peut se concentrer sur les caractéristiques du sol et la géologie du site, l'hydrogéologie, l'hydrologie et la nature des contaminants. Les causes de la pollution des eaux souterraines sont les suivantes : naturelles (géogéniques), les systèmes d'assainissement, les eaux usées, les engrais et les pesticides, les fuites commerciales et industrielles, la fracturation hydraulique, le lixiviat des décharges.

## Pollution bactériologique
Les déchets organiques, en particulier les excréments, contiennent des germes pathogènes (virus, bactéries ou parasites) capables de proliférer dans les milieux aquatiques et engendrer une pollution microbienne. La détection d'une pollution fécale se fait habituellement par la recherche de germes indicateurs de contamination fécale c'est-à-dire, des bactéries spécifiques de la flore intestinale,. Ils s'agit des coliformes fécaux, E. coli, entérocoques fécaux et coliformes totaux (eaux de puits, à désinfecter si concentration>10 UFC/100 mL), virus, protozoaires, parasites.
La source de cette pollution dépend largement du niveau de développement du pays : dans les pays développés, les trois principales sources de contamination sont les stations d’épuration (le traitement des eaux usées n'est jamais efficace à 100%), les réseaux séparatifs, et les simples ruissellement, infiltration, rejets directs. Mais c'est dans les pays les moins développés que cette pollution est la plus préoccupante : en effet, ceux-ci disposent rarement de système de traitement des eaux usées et il n'est pas rare que les réservoirs d'eau (ou même la contamination des nappes phréatiques où est puisée ensuite l'eau) de consommation soient aussi utilisés comme latrines ; sans compter les nombreuses autres sources possibles (agricoles, déchets domestiques)… ces manquements sanitaires sont responsables de maladies telles que le choléra ou des diarrhées, et sont une cause majeure de décès dans ces régions.

## Pollution chimique

### Pollution par les nitrates
Présents à l'état naturel dans le sol par décomposition des végétaux, et par l'apport artificiel d'engrais chimiques azotés, les nitrates peuvent atteindre les eaux souterraines lors de fortes précipitations sur un sol pauvre en humus (terre polluée, érodée par des traitements chimiques comme les herbicides, pesticides, fongicides ou engrais chimiques)et se déversent dans les cours d'eau. L'apport se fait aussi éventuellement via les pluies (qui contribuent aussi à l'acidification des eaux douces (dans les contextes karstiques notamment)). Les nitrates (formule chimique: NO3) sont l'une des causes de la dégradation de la qualité de l'eau, et par là des écosystèmes par eutrophisation. Des systèmes de mesure en continu de la teneur en nitrates existent mais sont peu utilisés.
Si les nitrates sont présents naturellement dans le corps, leur taux doit rester faible ; l'apport recommandé par l'Organisation mondiale de la santé correspond à la consommation de fruits et légumes nécessaire à la santé. L'absorption des nitrates est liée aux cancers digestifs, elle compromet la santé des personnes les plus vulnérables (nourrissons, personnes âgées, etc.) et peut conduire au décès par anoxie (méthémoglobinémie).
Le problème environnemental sur les écosystèmes se caractérise essentiellement par eutrophisation (asphyxie des animaux, des plantes, prolifération d'algues vertes néfastes).
Une directive européenne de 1991 dite directive « nitrates » constitue le principal instrument réglementaire pour lutter contre les pollutions liées à l’azote provenant de sources agricoles. Elle concerne l’azote toutes origines confondues : engrais chimiques, effluents d’élevage, effluents agro-alimentaires. Transposée en France, elle se traduit en particulier par la définition de zones vulnérables. Il s'agit de zones prioritaires pour organiser la lutte contre la pollution des eaux par les nitrates d'origine agricole. Les actions à y mener sont définies par des programmes d'actions cadrés par des arrêtés préfectoraux. Vingt cinq ans plus tard, la situation ne s'est pas améliorée.

### Pollution par les phosphates
La pollution par les phosphates ou les nitrates enclenche un processus d'eutrophisation de l'eau.

### Pollution par les métaux lourds
- Cadmium, Mercure, Plomb, Manganèse…
- Arsenic[note 3].

La pollution des océans par les métaux lourds (plomb, mercure, arsenic, cuivre, zinc et le cadmium) due à des émissions provenant des activités humaines est diverse. Essentiellement, elle a pour origine les fonderies de la métallurgie et les incinérateurs d'ordures, ainsi que les installations minières abandonnées. Avec les pluies et le lessivage, ils se retrouvent dans les océans. La facilité avec laquelle les polluants sont emportés par l'eau de lessivage dépend fortement de conditions spécifiques (surface spécifique, forme, taille des grains…).
La pollution par les métaux lourds, notamment l'arsenic est un problème majeur au niveau mondial (notamment par l'extraction de minerais rares comme le néodyme pour exemple).

### Pollution par les PCB
Les polychlorobiphényles (PCB) sont des substances chimiques interdites (segpa) depuis 1987 mais que l’on retrouve encore aujourd’hui dans l'eau car ils se désagrègent très peu dans l’environnement. Ils constituent un problème de santé publique car ils sont suspectés d’être cancérigènes, reprotoxiques et neurotoxiques. L'Association santé environnement France et le WWF ont mené en 2009 une enquête sur l'imprégnation aux PCB des riverains du Rhône. Les résultats ont mis en évidence l’association entre la consommation de poissons ainsi que le lieu de vie et le niveau d’imprégnation aux PCB.

### Pollution par les hydrocarbures
- Dégazage
- Marée noire
- Gaz de schiste

### Drainage minier acide
C’est une solution minérale souvent acide qui s'écoule régulièrement en conséquence d'une mine.

### Déchets plastiques

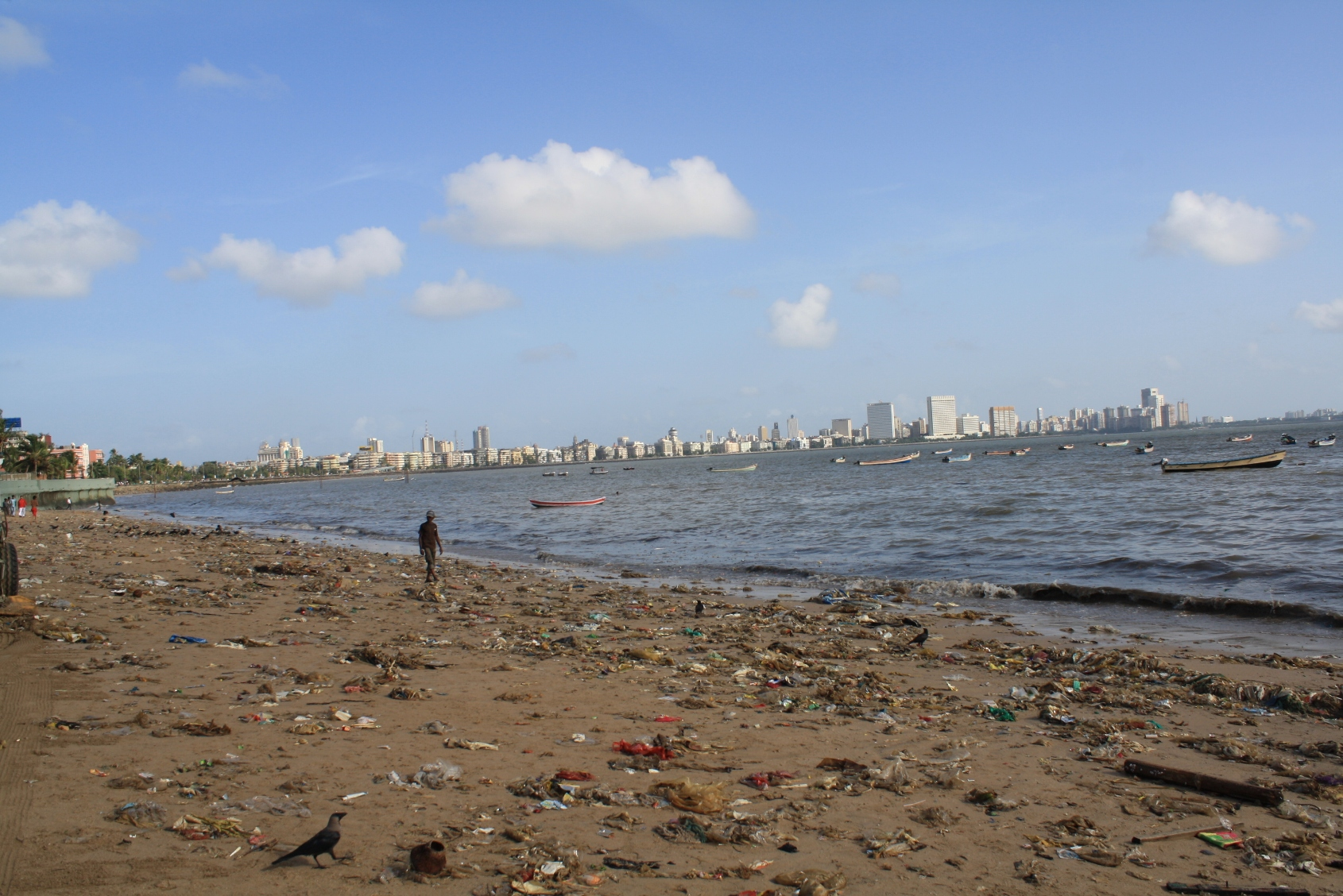
Plage polluée à proximité de Bombay en Inde.

Les déchets plastiques sont déversés en grandes quantités dans les océans. l’Ifremer a évoqué des chiffres de plus de 50 millions de tonnes de déchets se trouvant entre 0 et 250 m de profondeur dans le golfe de Gascogne, 15 000 tonnes de sacs plastiques y circulent entre deux eaux et 50 000 tonnes de ces mêmes sacs reposent au fond du golfe.
Le stade ultime de la fragmentation de ces déchets consiste en ce que l'on appelle les larmes de sirène, granulés de plastiques omniprésents et indestructibles de dimension variant de quelques millimètres à 20 microns et moins.
Une partie de ces déchets est visible à la surface de l'océan, on parle du continent plastique. La source de ces déchets plastique est difficile à établir, bien qu'une étude de chercheurs américains s'accorde à dire que le mauvais traitement des déchets plastiques alimente leur déversement dans l'océan.

### Mégots
Selon l’Institut de santé globale suisse, les mégots représentent également 40 % des déchets que l’on trouve dans la mer Méditerranée.
Le mégot est environ 100 fois plus toxique pour les organismes aquatiques qu'une cigarette non fumée. De plus, les animaux marins peuvent ingérer les mégots, ce qui peut entraîner leur mort ou en tout cas provoquer un faux sentiment de satiété –les animaux ne régurgitent pas forcément ce type d’élément- et donc une sous-nutrition.

### Pollutions radioactives
Les pollutions par contamination radioactive sont effectuées volontairement lors de guerre (notamment les bombardements atomiques d'Hiroshima et de Nagasaki), de tests (essais nucléaires notamment français), gestion des déchets radioactifs, et involontairement par inconséquence (catastrophes de Tchernobyl et de Fukushima), négligence (l'extraction d'uranium d'Orano (précédemment Areva) notamment), etc.
L'extension de cette contamination, dont les conséquences dans le temps se mesurent jusqu'en milliard d'années, a fini par amener une certaine prise de conscience et l'Organisation du traité d'interdiction complète des essais nucléaires.

### Micropolluants

#### Médicaments
Depuis quelques années, nous sommes confrontés à une nouvelle forme de pollution : celle des résidus médicamenteux. Une fois ingéré, le médicament se retrouve dans les selles et les urines, et rejoint les stations d'épuration. Or, les stations d'épuration ne dégradent pas totalement les médicaments et une partie se retrouve dans les rivières puis dans l'eau que nous buvons. Plusieurs études scientifiques ont fait le lien entre la présence de résidus médicamenteux dans l'eau potable, l'autisme et des troubles du comportement[citation nécessaire]. D'autres ont montré des effets sur l'hermaphrodisme dans l'écosystème, les troubles de la reproduction ou encore la résistance aux antibiotiques. Une association de médecins, l'Association santé environnement France, s'inquiète des effets sanitaires de cette pollution émergente.

#### Perturbateurs endocriniens
Les substances à activité œstrogénique sont problématiques à de très faibles concentrations. La valeur d'écotoxicité aiguë a été fixée à 0,4 ng/l. Cette œstrogénisation de l'environnement est suspectée d'être responsable d'une augmentation de la stérilité chez les hommes et d'être responsable de certains cancers de la prostate et du sein. Le point d'entrée de la plupart des perturbateurs endocriniens dans l'environnement sont les stations d'épurations qui pour la plupart ne permettent pas de traiter ces polluants.

#### Autres pollutions
- Les crèmes solaires sont accusées par des études scientifiques d'abîmer la faune et la flore marine.
Une étude menée en Suisse par le laboratoire Empa montre leur impact négatif sur les truites de rivière[32],[33],[34]. Selon Le Figaro en 2008, « Une équipe de chercheurs italiens a démontré que, dans des zones touristiques fréquentées (Égypte, Thaïlande, Indonésie), la présence d'écran solaire dans l'eau menace les récifs coralliens. En cause : les substances chimiques qui filtrent les ultraviolets détruisent aussi les microalgues indispensables à la vie des coraux. Mieux vaut utiliser une protection de type minérale plutôt que chimique »[35],[36],[37].
- De nombreux produits chimiques très solubles dans l'eau sont susceptibles de contaminer les nappes et eaux de surface, c'est le cas par exemple des perchlorates.

## Mesure

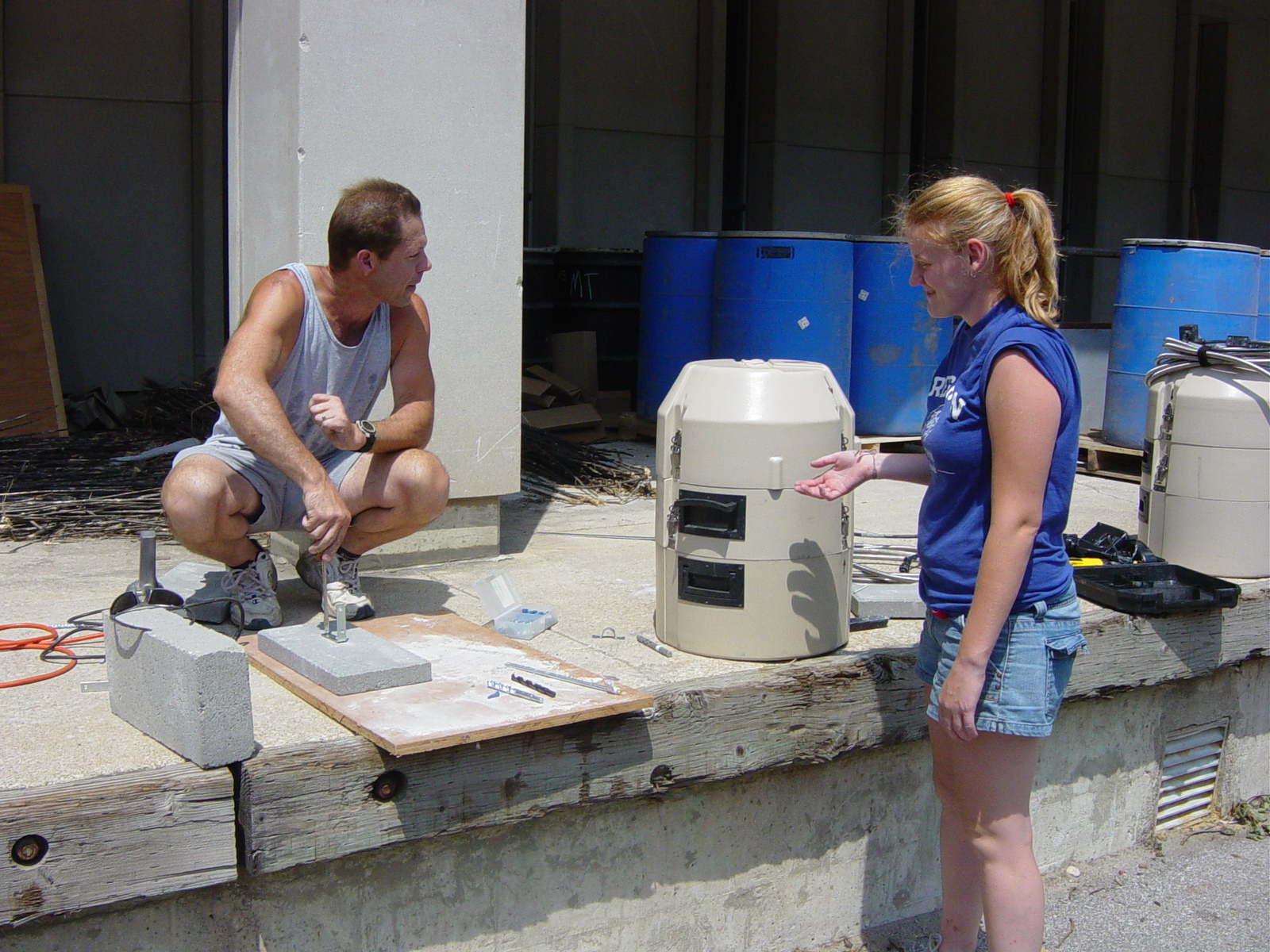
Des scientifiques de l'environnement préparent des échantillonneurs automatiques d'eau.

La pollution de l'eau peut être analysée au moyen de plusieurs grandes catégories de méthodes: physiques, chimiques et biologiques. La plupart impliquent la collecte d'échantillons, suivie de tests analytiques spécialisés. Certaines méthodes peuvent être menées in situ, sans échantillonnage, comme pour la température. Les agences gouvernementales et les organismes de recherche ont publié des méthodes de test analytiques normalisées et validées pour faciliter la comparabilité des résultats d’événements de test disparates.

### Échantillonnage
L'échantillonnage de l'eau pour des tests physiques ou chimiques peut être effectué par plusieurs méthodes, selon la précision requise et les caractéristiques du contaminant. De nombreux événements de contamination sont fortement limités dans le temps, le plus souvent en association avec des événements d'averses pluviales. Pour cette raison, les échantillons «ponctuels» sont souvent insuffisants pour quantifier complètement les niveaux de contaminants. Les scientifiques qui rassemblent ce type de données utilisent souvent des dispositifs d'auto-échantillonnage qui pompent des incréments d'eau à des intervalles de temps ou de débit.
L'échantillonnage pour les tests biologiques implique la collecte de plantes et d'animaux dans la masse d'eau de surface. Selon le type d'évaluation, les organismes peuvent être identifiés pour des relevés biologiques (en) (dénombrement de la population) et renvoyés dans le plan d'eau, ou ils peuvent être disséqués pour des essais biologiques afin de déterminer la toxicité.

### Test physique
Les tests physiques courants de l'eau comprennent la température, les concentrations de solides (Matières en suspension totales, MEST) et la turbidité.

### Essais chimiques
Les échantillons d'eau peuvent être examinés en utilisant les principes de la chimie analytique. De nombreuses méthodes d'essai publiées sont disponibles pour les composés organiques et inorganiques. Les méthodes fréquemment utilisées comprennent le pH, la demande biochimique en oxygène (DBO), :102 demande chimique en oxygène (DCO), :104 les nutriments (composés de nitrate et de phosphate), les métaux (compris le cuivre, le zinc, le cadmium, le plomb et le mercure), huiles et graisses, hydrocarbures pétroliers totaux (TPH) et pesticides.

### Test biologique
Les tests biologiques impliquent l'utilisation d'indicateurs végétaux, animaux ou microbiens pour surveiller la santé d'un écosystème aquatique. Il s'agit de toute espèce biologique ou groupe d'espèces dont la fonction, la population ou le statut peuvent révéler le degré d'intégrité de l'écosystème ou de l'environnement. Les copépodes et autres petits crustacés aquatiques présents dans de nombreux plans d'eau sont un exemple de groupe de bio-indicateurs. Ces organismes peuvent être surveillés pour détecter les changements (biochimiques, physiologiques ou comportementaux) qui peuvent indiquer un problème au sein de leur écosystème.

## Pollutions par zones géographiques

### France
La France a publié une liste d'activités dangereuses et mortelles pour la faune marine, recommandée par la Directive 2000/60/CE, et par secteurs d’activité industrielle, des substances dangereuses potentiellement présentes dans les rejets aqueux des établissements exerçant cette activité industrielle, ainsi qu'une liste des installations classées concernées par des surveillances ciblées de substances pour quelques substances prioritaires.
En France, la qualité de l'eau des rivières s'améliore. Les concentrations en nitrates et en pesticides diminuent, même si ponctuellement des dépassements des normes sont mesurés. À l'inverse, la qualité des eaux souterraines (nappes) demeure médiocre pour ces substances. L'amélioration des dispositifs de surveillance et notamment des appareils de mesure permet maintenant de détecter des substances (résidus de médicaments, perturbateurs endocriniens…).
Une étude de 2020 menée par l'INRAE a évalué l’impact global de pesticides, hormones, résidus médicamenteux et autres hydrocarbures que les stations d’épuration des eaux usées ne peuvent éliminer.
Le 22 avril 2025, la Commission européenne rend public dans le Journal officiel de l'Union européenne un recours devant la Cour de justice de l'Union européenne (CJUE), accusant la France de ne pas respecter les normes européennes sur la quantité de nitrates contenues dans l'eau potable. Ce recours, annoncé en juillet 2024 et déposé en février 2025 après plusieurs mises en garde, reproche à la France sa non-conformité à la directive sur l'eau potable de 2020, qui fixe à 50 milligrammes par litre le seuil maximum à respecter. La Commission estime que cette limite a été dépassée « de manière chronique » sur 107 zones de distribution, dans 7 régions sur 13, et que la France n'a pas déployé des efforts suffisants pour respecter les normes fixées. Elle avait envoyé à Paris une mise en demeure sur le sujet, en octobre 2020, puis un avis motivé, en février 2023.

#### Politique nationale française
Les principales conclusions des études réalisées à partir des informations disponibles par l’Institut français de l'environnement sont les suivantes :
- on constate une contamination généralisée des eaux de surface et littorales par certaines substances, les eaux souterraines étant moins touchées.
- les pesticides interviennent dans près d’un quart des causes de non-conformité des eaux servant à l’alimentation des populations.

Une première étape consiste à rassembler toutes les informations disponibles pour mieux caractériser les impacts des résidus de pesticides sur les organismes aquatiques.

#### Solutions
L'action la plus déterminante réside dans nos habitudes de consommation, la plus importante source de pollution de l'eau étant celle de l'agriculture :
1. En agriculture, il est possible de limiter l’utilisation des intrants chimiques (comme cherche à le faire la directive nitrates européenne), et dans certains cas, les intrants chimiques sont supprimés (agriculture biologique). L’azote dans le sol peut être lessivé par la pluie et c’est comme ça qu’il se retrouve en quantité dans les rivières et les nappes phréatiques, et qu’il est ensuite nécessaire d’en réincorporer dans les sols. Pour lutter contre ce lessivage, les agriculteurs utilisent des techniques d’intercultures, et plutôt que de laisser les sols nus ils sèment des plantes appelés « pièges à nitrates » qui n’ont pas vocation à être récoltées : elles sont détruites lorsque l’agriculteur commence sa culture, elles sont laissées sur place et libèrent le nitrate progressivement pendant leur dégradation.
2. Réduire sa consommation de produits industriels (l'industrie étant un grand consommateur d'eau potable et polluant à nombreuses échelles) et notamment de produits de haute technicité (pollution aux métaux lourds).
3. Utiliser des produits sanitaires et cosmétiques écologiques (le plus économique étant de les faire soi-même, il en existe cependant de large gamme dans le commerce).
4. Diminuer la pollution de l'eau faite par les usines. À ce propos les industriels de L'EXCERA soucieux de ce problème ont fait réaliser une étude sur des détecteurs de film d'hydrocarbure à la surface de l'eau par l'IRA afin de connaître les moyens de détection et leur fiabilité.
5. Installer aussi des stations d'épuration ou des zones tampons[1] afin de traiter les eaux usées avant de les rejeter dans le cours d'eau, la mer, ou le lac.

##### Échelle nationale
- Mise en place d’une filière de récupération des emballages vides et des produits phytosanitaires non utilisés ;
- Renforcement des contrôles de l’utilisation des produits phytosanitaires. La loi d’orientation agricole de juillet 1989 a augmenté les pouvoirs de contrôle de l’administration et prévoit de lourdes peines en cas d’infraction sur les ventes ou sur les utilisations de produits ;
- Conduite d'études préalables au futur dispositif de contrôle obligatoire des pulvérisateurs agricoles ;
- Développement des techniques de protection biologique des cultures, substitut possible de la lutte chimique ;
- Créer des stations d'épuration et mettre aux normes celles déjà existantes.

##### Échelle régionale
Le programme prévoit d’intensifier les travaux des groupes régionaux chargés de la lutte contre la pollution des eaux par les pesticides, sous l’autorité des préfets de région. Les mesures soutenues par l’État sont centrées sur des actions préventives développées sur des bassins versants prioritaires. Ces actions comprennent un diagnostic des causes de pollution par bassin, un plan d’actions comprenant de la formation et du conseil, des diagnostics des pollutions diffuses et ponctuelles au niveau des exploitations, la mise en place de zones tampons ainsi que des investissements collectifs limitant les transferts de pesticides vers les eaux. En outre, il a été décidé d’appliquer, dès le 1er janvier 2000, le principe pollueur-payeur aux pollutions diffuses d’origine agricole par la création d’une « pollutaxe » sur les produits phytosanitaires dans le cadre de la taxe générale sur les activités polluantes. Cette taxe est appliquée aux quantités de substances classées dangereuses entrant dans la composition des produits commercialisés. Le niveau de la taxe varie selon la toxicité et l’écotoxicité des substances. Les produits ne contenant pas de substances classées dangereuses ne sont pas taxés. L’objectif de cette taxe est double :
- inciter les industriels à développer des substances moins toxiques pour l’homme et l’environnement ;
- inciter les agriculteurs à choisir les produits les moins nocifs.

L’instauration de cette taxe a donné lieu à une large information des utilisateurs sur les dangers liés aux substances entrant dans la composition des produits phytosanitaires. L'eau prend plus de 60 % de la terre. Seulement 3 % est de l'eau douce, dont 2 % sont dans les régions polaires. Donc, seulement 1 % de l'eau est accessible.

### Vietnam
Le Viêt Nam est un pays en développement. Par conséquent, le problème de la pollution de l'eau est de plus en plus concerné. Depuis 20 ans, le développement des secteurs économiques, des industries ainsi que le secteur des services se développent rapidement. Cependant, les développements qui ont conduit à l'impact potentiel sur l'environnement, en particulier l'eau. Les conséquences de la pollution de l'eau jour par jour plus grave, la capacité de se propager de pollution plus élevé. Bien que des mesures ont été prises pour réduire la pollution de l'environnement de l'eau, mais ils ne sont pas encore efficace. « À Hanoï, capitale du Vietnam, il y a chaque jour de 300 000 à 400 000 m3 de l'eau eaux usées est déchargée sans traitement directement dans les quatre principales rivières. Et à Ho Chi Minh, la ville la plus grande du Vietnam, la situation est pareille ».
C’est un nombre alarmant de décharge d'eau non traitée dans le milieu naturel. En plus, avec la situation économique actuelle reste difficile, l'eau potable est un problème urgent pour les habitants. Même dans les grandes villes comme Hanoï et Hô Chi Minh-Ville, la canalisation d'eau ne peut pas fournir suffisamment d'eau pour le peuple. Par conséquent, les principaux cours d'eau dans les grandes villes sont considérés comme la principale source d'approvisionnement en eau pour les populations, les écosystèmes, les animaux, les plantes…
Les principales causes conduisant à la pollution de l'eau principalement par les humains. Certaines des principales causes de pollution de l'eau connue comme : les eaux usées industrielles, les ressources des déchets domestiques et des déchets médicaux, l'agriculture, etc. En exemple, on peut citer comme : la filiale Formosa rejetées directement les eaux usées dans le milieu marin à Ha Tinh, Viet Nam. Cela a provoqué une énorme quantité de poissons morts sur une grande échelle en 2016.
En outre, un certain nombre de facteurs environnementaux aussi en partie causé la contamination des sources d'eau. Au Vietnam, la pollution de l'eau causée par la pluie, les inondations, les tempêtes… est la principale raison qui affecte la qualité des sources d'eau potable. « Selon le Docteur Phan Van Tân, de l’Université nationale de Hanoï, les impacts négatifs du changement climatique sont l’une des causes de la raréfaction. Les températures ont tendance à grimper provoquant un accroissement de l’évaporation et une perturbation du cycle de l’eau ».
Les conséquences de la pollution de l'eau est extrêmement inquiétant. Des millions de Vietnam n’ont pas encore été utilisé pour nettoyer l'eau. Cela est compréhensible lorsque la croissance rapide de la population a conduit à l’augmentation de la nécessité de l'eau propre. Par ailleurs, le développement urbain est inégal conduit au développement d'une infrastructure plus rapide, mais accompagnée des conditions de base n'ont pas suivi le rythme.
En outre, la quantité d'eau usée a été déversées directement dans les rivières aura un impact direct sur la vie des gens. Ce sera également les principales sources de pollution peuvent causer des maladies virales, ou des maladies qui causent de graves conséquences telles que le cancer… Au Vietnam, il y a environ 9 000 décès dus à l'eau et les mauvaises conditions sanitaires et près de 200 000 cas de cancer découverts, que l'une des principales raisons est l'utilisation de l'eau polluée.
Un certain nombre de mesures ont été prises pour réduire les effets nocifs de la pollution de l'eau sur les humains. Nous pouvons utiliser la méthode de traitement de l'eau au niveau des ménages simple que la purification de l'eau, faire bouillir avec l'excès de chaleur de la cuisson. Même l’habitude du lavage des mains peut également protéger des millions de personnes. En outre, les entreprises d'approvisionnement d’eau ont besoin d'améliorer continuellement l'assainissement le système et fournir de l'eau potable traitée pour les citoyens. Une autre solution très importante est d'améliorer la conscience des gens pour protéger de l'environnement en général et en particulier de l'eau propre. Le gouvernement doit également édicter des règles juridiques strictes pour protéger l'environnement.

### Pollution de l'eau en Chine
Les cours d'eau chinois subissent une pollution croissante : ainsi, depuis le milieu des années 1980, le niveau de pollution du fleuve Jaune a été multiplié par deux. Les usines polluantes des régions industrielles de l'est déversent des déchets toxiques. La pollution et la croissance du trafic fluvial ont provoqué la disparition du Dauphin de Chine (aussi appelé Dauphin du Yang Tsé). La pollution de l’eau serait à l'origine de 118 000 morts par cancer pour l'année 2004[réf. nécessaire]. 75 % des lacs chinois souffrent d’eutrophisation[réf. nécessaire].
Avant 2011, les eaux usées de Lhassa étaient rejetées sans traitement dans les rivières. En août 2011, une usine de traitement des eaux usées, conçue pour traiter 50 000 tonnes d'eaux usées par jour, a été mise en service.

### Inde

#### Gange
La pollution du Gange en Inde est un cas très particulier car elle est provoquée d’une part par l’industrie, mais elle est surtout aggravée par le comportement de la population locale. D’une part, les industries en expansions rejettent dans l’eau du fleuve des quantités alarmantes de produits chimiques : comme le chrome, l’arsenic… Les villes les plus polluantes sont Kanpur et Calcutta. Kanpur, par exemple, rejette 400 millions de litres d’eaux usées dans le fleuve chaque jour et n’a pas les capacités techniques pour retraiter ces eaux. D’autre part, l’agriculture intensive, qui a permis l’autonomie alimentaire du pays sous Nehru, est aujourd’hui une menace à cause des rejets de pesticides, de nitrates et d’engrais. Le fleuve étant considéré comme sacré, des millions de pèlerins boivent son eau, s’y baignent et s’y lavent, y jettent les dépouilles de leurs défunts, et ce, au mépris des risques sanitaires. La gravité de la situation environnementale appelle des mesures urgentes, mais le gouvernement est peu réactif, la priorité est donnée au développement économique et la population a du mal à se mobiliser.